# 福卡斯家族
福卡斯家族（中世纪希腊语：Φωκᾶς；罗马化：Phōkâs）是拜占庭卡帕多西亚地区的一个军事贵族家族，这个家族在九到十世纪出现了老尼基弗鲁斯·福卡斯和老巴尔达斯·福卡斯等一系列高阶贵族以及一位皇帝——马其顿王朝的尼基弗鲁斯二世。福卡斯家族在十世纪垄断了大部分高阶军事统帅，并且获得了不少对阿拉伯人战争的胜利。这一家族曾多次发动对皇帝的反叛，最后被巴西尔二世镇压，并在此后逐渐衰落。